# Pedro Harto Hermes
Pedro Harto Hermes (Concórdia, 20 de agosto de 1922 — Concórdia, 6 de janeiro de 2002) foi um político brasileiro.
Filho de Pedro Leopoldo Hermes e de Elisabeth Boll Hermes. Casou com Nelly Sehn.
Foi deputado à Assembleia Legislativa de Santa Catarina na 5ª legislatura (1963 — 1967) e na 6ª legislatura (1967 — 1971).